# Lijst van rijksmonumenten in Neede
De plaats Neede telt 7 inschrijvingen in het rijksmonumentenregister. Hieronder een overzicht.
| Object                                 | Oorspronkelijke functie?  | Bouwjaar             | Architect | Locatie              | Coördinaten?                 | Nr.?   | Afbeelding        |
| -------------------------------------- | ------------------------- | -------------------- | --------- | -------------------- | ---------------------------- | ------ | ----------------- |
| Toren van de Nederlands Hervormde Kerk | Kerk en kerkonderdeel     | ca. 1506             |           | Kerkplein 1          | 52° 7' 54" NB, 6° 36' 49" OL | 30322  | Meer afbeeldingen |
| Huize De Kamp                          | Woonhuis                  | 1636 1789 (rest.)    |           | Peppelendijk 8       | 52° 7' 41" NB, 6° 36' 23" OL | 30323  | Meer afbeeldingen |
| Hoeve 'De meijer'                      | Boerderij                 | 1735 (jaartalankers) |           | Hessenweg 2          | 52° 8' 10" NB, 6° 37' 12" OL | 30324  | Meer afbeeldingen |
| De Hollandsche Molen                   | Industrie- en poldermolen | 1926                 |           | Diepenheimseweg 23   | 52° 8' 30" NB, 6° 36' 35" OL | 30325  | Meer afbeeldingen |
| Erve Kolkman: hallehuisboerderij       | Boerderij                 | 18e eeuw             |           | G L Rutgersweg 9     | 52° 8' 9" NB, 6° 35' 7" OL   | 515561 | Meer afbeeldingen |
| Erve Kolkman: schuur                   | Boerderij                 | 1914                 |           | G L Rutgersweg bij 9 | 52° 8' 9" NB, 6° 35' 7" OL   | 515562 | Upload foto       |
| Erve Kolkman: bakhuis                  | Boerderij                 |                      |           | G L Rutgersweg bij 9 | 52° 8' 9" NB, 6° 35' 7" OL   | 515563 | Upload foto       |